# Osiedle Poznańskie (Kostrzyn)
Osiedle Poznańskie – zachodnia część Kostrzyna, położona na północ od linii kolejowej linii kolejowej Warszawa - Poznań - granica państwa.
Zasadniczą zabudowę Osiedla Poznańskiego stanowią domki jednorodzinne otoczone ogródkami. 